# Linea Meitetsu Komaki
La linea Meitetsu Komaki (名鉄小牧線?, Meitetsu Komaki-sen) è una ferrovia suburbana a scartamento ridotto che collega le stazioni di Inuyama, nella città omonima, e di Kamiiida, nel quartiere di Kita-ku, a Nagoya, entrambe nella prefettura di Aichi, in Giappone. La linea, di 20,6 km continua poi sulla linea Kamiiida della metropolitana di Nagoya, per raggiungere il centro della città. Nel 2011 la linea trasportava mediamente 14.700 passeggeri al giorno, ed è gestita dalle ferrovie di Nagoya.

## Dati principali
- Lunghezza: 20,6 km
- Numero di stazioni: 14
- Scartamento ferroviario: 1,067 mm
- Binari:
  - Raddoppio: da Kamiiida a Komaki
  - Singolo: per il resto della linea
- Elettrificazione: 1,500 V CC
- Sistema di blocco: automatico
- Velocità massima: 
  - 75 km/h (Kamiiida - Ajima)
  - 90 km/h (Ajina - Inuyama)

## Servizi
La linea ha servizi solo locali, e tutti i treni fermano in tutte le stazioni, proseguendo poi da Kamiiida fino a Heian-dōri sulla linea Kamiiida della metropolitana di Nagoya.

## Stazioni
- Tutte le stazioni si trovano nella prefettura di Aichi
- Tutti i treni sono locali e fermano in tutte le stazioni.
- Binari: ｜: binbario singolo; ◇: binario singolo con possibilità di incrocio dei treni; ∧: da qui binario doppio; ∥: binario doppio; ∨: da qui binario singolo

| Stazione                                                                             | Giapponese   | Distanza Interst. | Distanza totale | Collegamenti                                 | Binari | Posizione      |
| ------------------------------------------------------------------------------------ | ------------ | ----------------- | --------------- | -------------------------------------------- | ------ | -------------- |
| Servizio diretto verso Heian-dōri sulla linea Kamiiida della metropolitana di Nagoya |              |                   |                 |                                              |        |                |
| Kamiiida                                                                             | 上飯田       | -                 | 0.0             | Linea Kamiiida (K01)                         | ∥      | Kita-ku Nagoya |
| Ajima                                                                                | 味鋺         | 2.3               | 2.3             |                                              | ∥      | Kita-ku Nagoya |
| Ajyoshi                                                                              | 味美         | 1.4               | 3.7             |                                              | ∥      | Kasugai        |
| Kasugai                                                                              | 春日井       | 1.7               | 5.4             |                                              | ∥      | Kasugai        |
| Ushiyama                                                                             | 牛山         | 1.5               | 6.9             |                                              | ∥      | Kasugai        |
| Manai                                                                                | 間内         | 0.9               | 7.8             |                                              | ∥      | Kasugai        |
| Komakiguchi                                                                          | 小牧口       | 1.2               | 9.0             |                                              | ∥      | Komaki         |
| Komaki                                                                               | 小牧         | 0.8               | 9.8             |                                              | ∨      | Komaki         |
| Komakihara                                                                           | 小牧原       | 1.5               | 11.3            |                                              | ｜     | Komaki         |
| Ajioka                                                                               | 味岡         | 1.1               | 12.4            |                                              | ｜     | Komaki         |
| Tagata-jinja-mae                                                                     | 田県神社前   | 0.9               | 13.3            |                                              | ◇      | Komaki         |
| Gakuden                                                                              | 楽田         | 1.6               | 14.9            |                                              | ◇      | Inuyama        |
| Haguro                                                                               | 羽黒         | 2.3               | 17.2            |                                              | ｜     | Inuyama        |
| Semaforo di Gorōmaru                                                                 | 五郎丸信号場 | -                 | (18.9)          |                                              | ◇      | Inuyama        |
| Inuyama                                                                              | 犬山         | 3.4               | 20.6            | Linea Meitetsu Inuyama Linea Meitetsu Hiromi | ∧      | Inuyama        |